# 石巻市立中里小学校
石巻市立中里小学校（いしのまきしりつなかざとしょうがっこう）は宮城県石巻市にある市立の小学校。

## 概要
最盛期は715名（昭和60年時）いた生徒が近年では生徒200名程と3分の1以下の生徒在籍数となっており減少の傾向が見られる。

## 沿革
- 1980年（昭和55年）8月23日 - 起工式
- 1981年（昭和56年）3月31日 - 校舎1期工事完了
- 1981年（昭和56年）4月1日 - 石巻市中里2丁目13番地に石巻市立中里小学校を新設
- 1981年（昭和56年）4月8日 - 開校式
- 1981年（昭和56年）10月20日 - 校歌、校章制定
- 1982年（昭和57年）3月15日 - 屋内運動場落成
- 1982年（昭和57年）9月1日 - 町名の変更（石巻市中里5丁目7番1号）
- 1983年（昭和58年）3月15日 - 6教室増築完工
- 1983年（昭和58年）7月22日 - プール完成
- 1983年（昭和58年）10月1日 - 校舎・屋内運動場・プール落成式
- 2011年（平成23年）
  - 1月21日 - 耐震工事終了
  - 3月11日 - 14時46分、東日本大地震発生、津波により浸水[1]
- 2011年（平成23年）10月11日 - 避難所閉鎖
- 2019年（令和元年）6月10日 - 校舎外壁、トイレ改修工事終了
- 2020年（令和2年）3月2日 - 新型コロナウイルス感染症拡大防止のため、3月31日まで臨時休業

## 近辺
- 東日本旅客鉄道
  - 石巻駅（仙石線・仙石東北ライン・石巻線）
  - 陸前山下駅（仙石線・仙石東北ライン）
- 石巻郵便局
- JAいしのまき石巻支店
- ヨークベニマル石巻中里店
- 石井閘門
- 石巻専修大学
- 石巻市立住吉中学校
- 旧北上川
- 北上運河

## アクセス
- 東日本旅客鉄道
  - 石巻駅から車で約5分・徒歩で約20分
  - 陸前山下駅から車で約5分・徒歩で約20分

- 三陸沿岸道路
  - 石巻女川ICから車で約10分
  - 石巻河南ICから車で約10分

## 学区
以下の町丁を学区とする。
- 中里二丁目から中里七丁目
- 南中里二丁目から南中里四丁目
- 水押一丁目から水押三丁目

## 歴代校長
- 初代　千田栄吉

中略
- 9代　鈴木光則
- 10代　齋籐雄彌(齋藤雄弥)
- 11代　久道進校
- 12代　赤瀬博行
- 13代　西村耕太郎
- 14代　白井浩
- 15代　髙橋裕美
- 16代　千葉一夫